# Roberto di Montescaglioso
Roberto di Montescaglioso (1030 circa – 27 luglio 1080) fu conte di Montescaglioso.

## Biografia
Era figlio di un tal Ermanno d'Eu e di Beatrice, sorellastra di Roberto il Guiscardo. Suo fratellastro era Goffredo di Conversano, che era figlio di un Ruggero e della stessa Beatrice.
Nei Gesta Roberti Wiscardi, infatti, è ricordato "Roberto conte di Montescaglioso, fratello di Goffredo, nati entrambi da una sorella del Guiscardo".
Il suo nome, accanto a quello dello zio Roberto il Guiscardo, è nelle sottoscrizioni di due atti di donazione fatti nel 1060 e nel 1063.
Si schierò, poi, col fratellastro Goffredo, con i cugini Abelardo ed Ermanno e con altri conti normanni nella ribellione sorta contro Roberto, duca di Puglia, per difendere la loro autonomia: nell'aprile 1064, approfittando della partenza del Guiscardo per la Sicilia, Roberto occupò la città di Matera. I ribelli ricevettero anche l'aiuto, finanziario e militare, di Leone Perenos, duca bizantino di Dyrrachion. Tra la fine del 1065 e la prima metà del 1066, le truppe bizantine sbarcarono a Bari. Il Guiscardo, tornato in Puglia, cercò di sconfiggere i ribelli che però resistettero per diversi mesi: solo quando Romano Diogene fu acclamato imperatore di Bisanzio (gennaio 1068) e i Greci spostarono la loro attenzione militare alla minaccia selgiuchide a oriente, la ribellione fu annientata e già a febbraio si era arresa al duca. Si giunse ad un accordo tra il duca Roberto e i conti ribelli: Roberto ottenne il perdono dallo zio duca, riuscendo a conservare il dominio della città di Matera e del territorio circostante.
Tuttavia, nel 1071, a fianco di Abelardo, e nel 1078, con il cugino, il principe di Capua Giordano, Roberto era di nuovo in ribellione contro lo zio duca di Puglia.
Morì nel 1080.
Sposò Amelina, figlia di Belgrano, Signore di Brindisi. Roberto e sua moglie ebbero un figlio: Unfredo che fu conte di Montescaglioso.